# Let It Snow - Innamorarsi sotto la neve
Let It Snow - Innamorarsi sotto la neve (Let It Snow) è un film del 2019 diretto da Luke Snellin.
Pellicola statunitense sceneggiata da Kay Cannon, Victoria Strouse e Laura Solon, basata sull'omonimo romanzo di Maureen Johnson, John Green, e Lauren Myracle.

## Trama
Quando una tempesta di neve colpisce Gracetown durante la vigilia di Natale, Julie, bloccata su un treno, finisce per passare la vigilia con Stuart, un ragazzo appena conosciuto, mentre Tobin dopo aver passato del tempo con un gruppo di cheerleader, realizza che il suo vero amore è una vecchia amica, Angie, ed Addie si occupa di un maialino nano mentre pensa alla fine del suo amore con Jeb.

## Distribuzione
Il film è stato distribuito su Netflix a partire dall'8 novembre 2019.